# 蓋斑鬥魚
蓋斑鬥魚是一種小型的淡水魚，又名三斑、三斑鬥魚、台灣鬥魚、中华鬥魚（可分為叉尾鬥魚和圓尾鬥魚），香港稱之為叉尾鬥魚，中國南部稱之為花手巾。英文名稱為Paradise fish（天堂魚），日本人稱台灣金魚。原產於海南島、广东、广西、中南半島及台灣。此物種為繼金魚後第2種被傳入西方的中國觀賞魚，也是第1種被帶到歐洲且能成功人工養殖的淡水熱帶魚。於1869年由法國領事從寧波寄往巴黎，水族市面常又可稱為彩兔。

## 描述
蓋斑鬥魚具有迷器輔助呼吸器官，可以直接呼吸水面空氣。頭部眼後到鰓蓋有一黑色紋，鰓蓋上有一暗綠色圓斑。成魚體長約5至7公分，通常雄魚體型較大、雌魚較小，雄魚顏色較為鮮豔，身上的條狀斑紋較為明顯、色彩也較艷麗；雌魚的色澤則比較淡。此外，雄魚會擁有較長的尾鰭且呈燕尾狀，雌魚的尾鰭短，燕尾狀不明顯，背鰭硬棘11-17枚、背鰭軟條5-10枚、臀鰭硬棘7-22枚、臀鰭軟條9-15枚、脊椎骨27-29個，雄魚可活3至6年，雌魚則為2至3年。

## 生態

### 生活環境
蓋斑鬥魚主要棲息於池塘、沼澤地帶、稻田等水流和緩的地區。群居於水草覆蓋區，以浮游動植物、水生昆蟲、蚊蟲幼蟲、蚊蟲、小型蝌蚪、甚至是渦蟲、舌蛭等為食。最佳生長的水溫範圍約為攝氏20度～27度，但是在攝氏4度～38度的水溫中依然可存活。適合生活的pH值在6.0至8.0。

### 繁殖

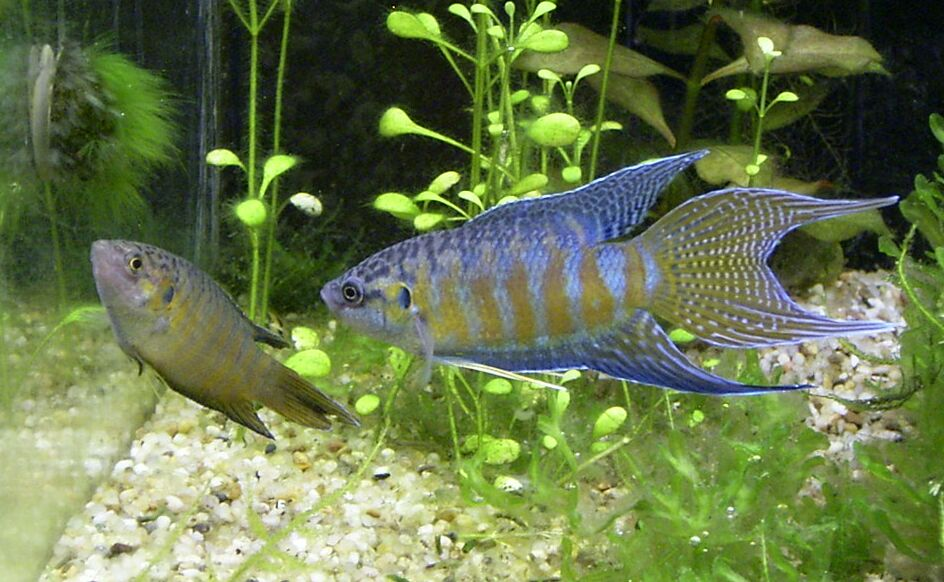
蓋斑鬥魚的雄魚(右)與雌魚(左)

蓋斑鬥魚的交配繁殖期在每年的3月到10月間，發情的成年鬥魚一年約可交配1至4次。這時的成年雄性鬥魚會出現性徵變化，背鰭、腹鰭、尾鰭會一直延長至體長的一倍左右，身上的鱗片也會發出紅、藍相間的光澤。母魚則是因為抱卵而腹部鼓大。在繁殖期間，雄蓋斑鬥魚會為了搶地盤、爭領域而變得凶猛出現明顯鬥性，往往會與靠近的雄魚打得很激烈甚至重傷、死亡。
雄蓋斑鬥魚在發情時會在水面上吐泡築成「泡巢」，供雌鬥魚在交配時產卵用。交配時雄魚以身體環抱雌魚，輕壓刺激雌魚腹部使雌魚排卵後，雄魚會同時射精使卵受精。排卵後雌魚會呈現短暫的昏迷狀態，此時雄魚會將卵一一銜至泡巢上固定，雌魚清醒後亦會幫忙。此交配動作會重複數十次直到雌魚卵排完。總共可產出約數百顆卵。一旦交配完成，雄蓋斑鬥魚會負責守護泡巢上的受精卵及不斷地補強泡巢，並驅逐其他接近的鬥魚，其中也包括原本負責交配產卵的雌鬥魚。

### 生長
蓋斑鬥魚受精卵約兩天時間便能孵出幼魚，視氣溫而定。剛孵出兩三天的幼魚還無法平游，以體內的卵黃囊維生。可平游後以水中的浮游生物為主食。雄魚會持續照顧仔魚直到仔魚可自行游開覓食。成長快速，約半年即可發育成熟。

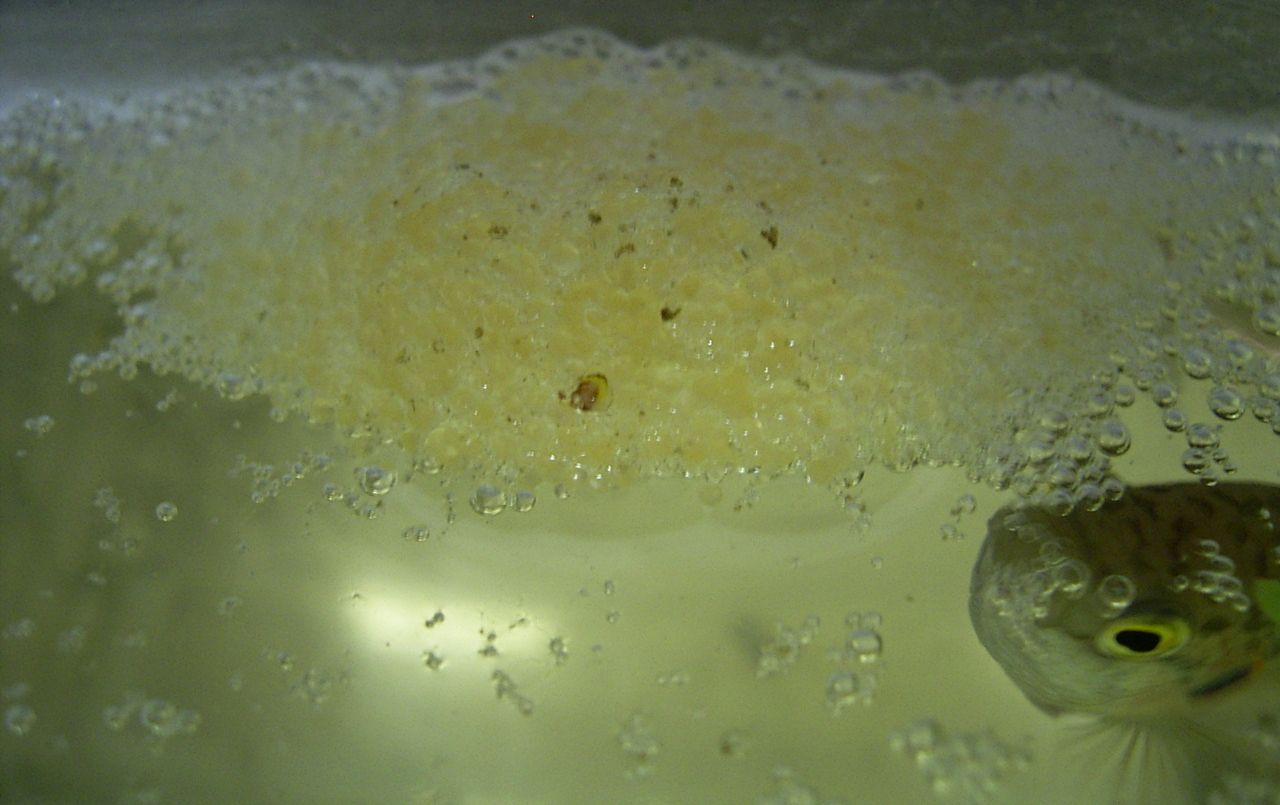
雄魚與泡巢上的受精卵
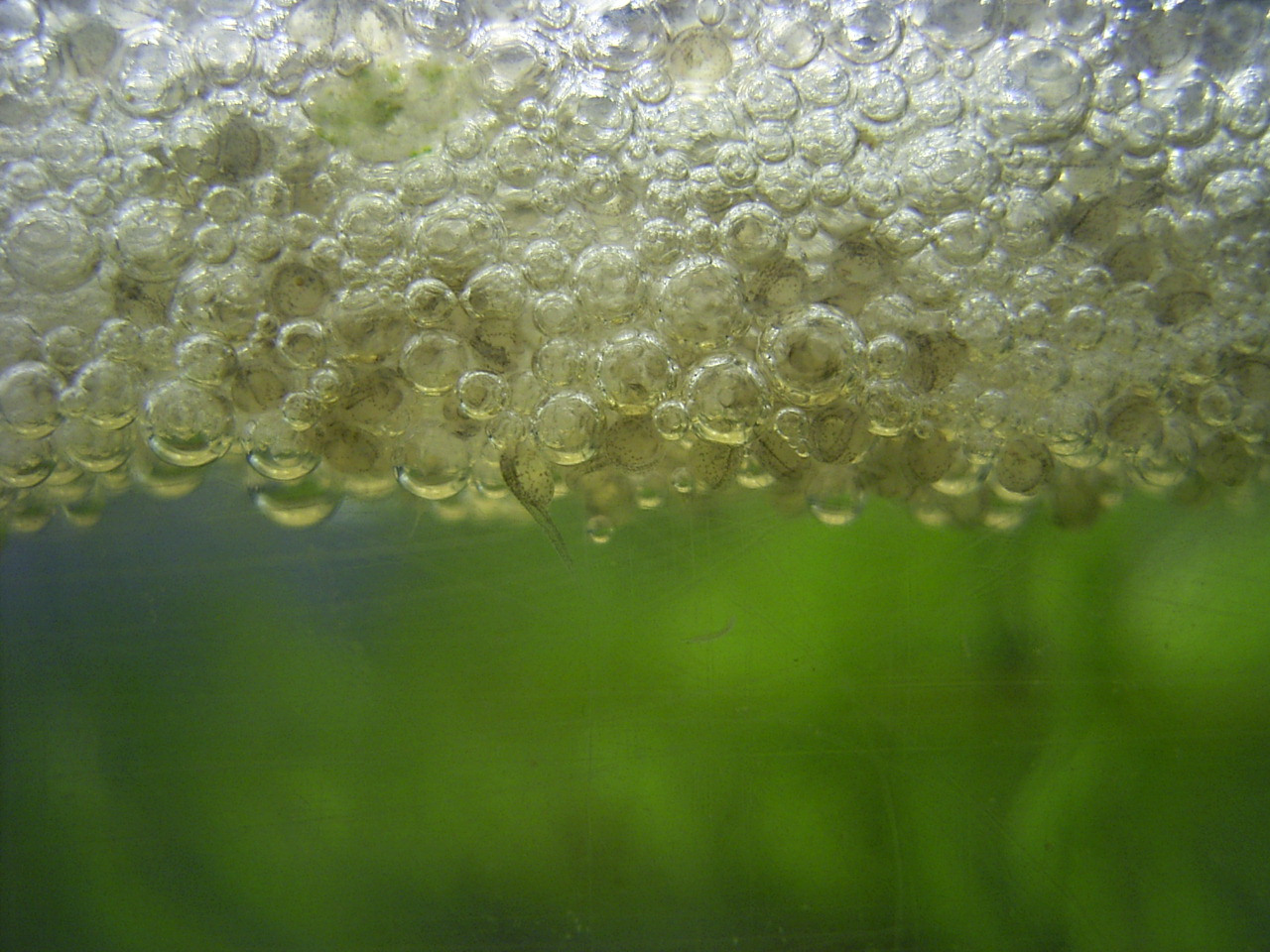
快孵化的卵
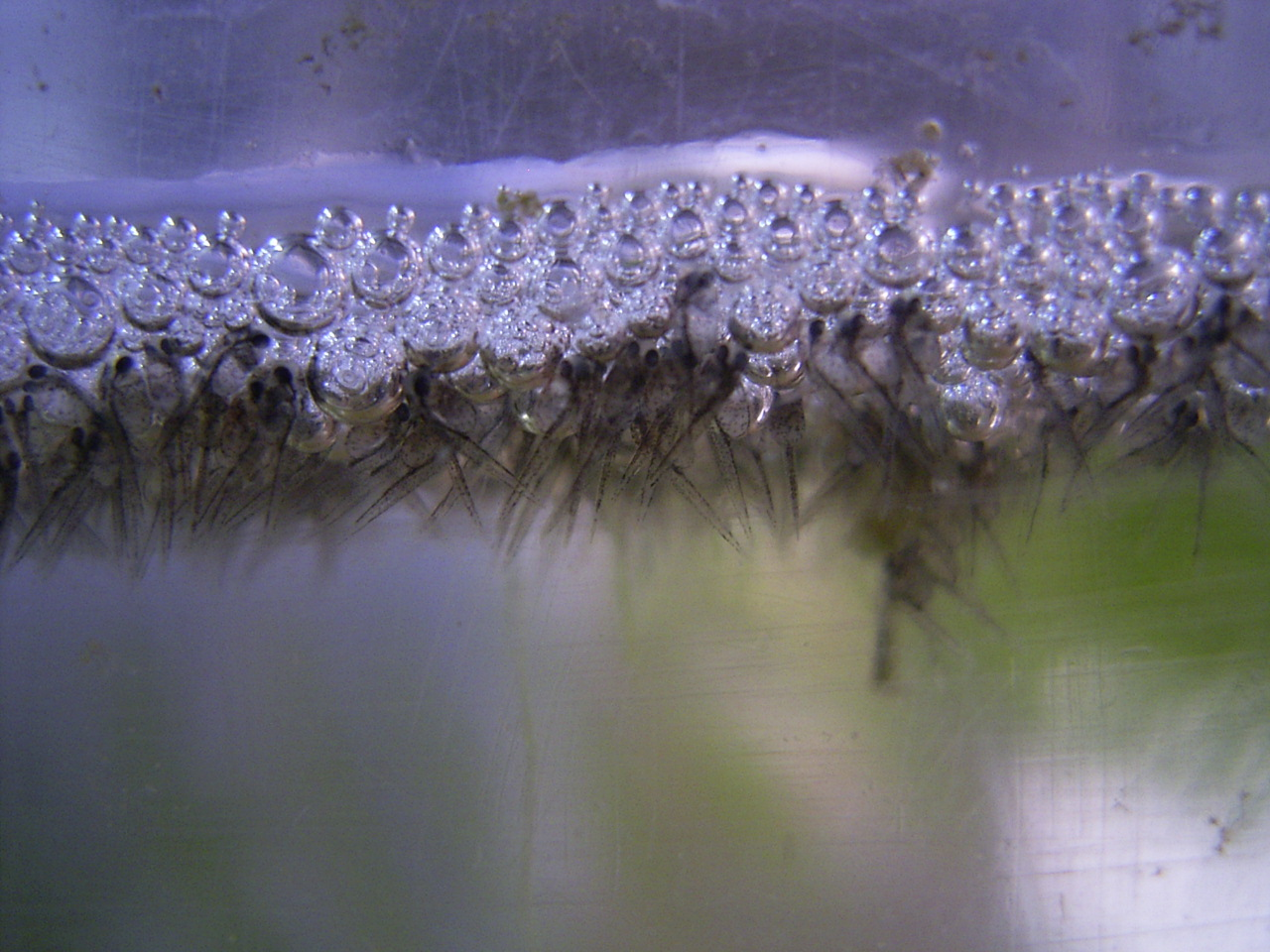
剛出生的仔魚還不會平游，垂掛在泡巢下
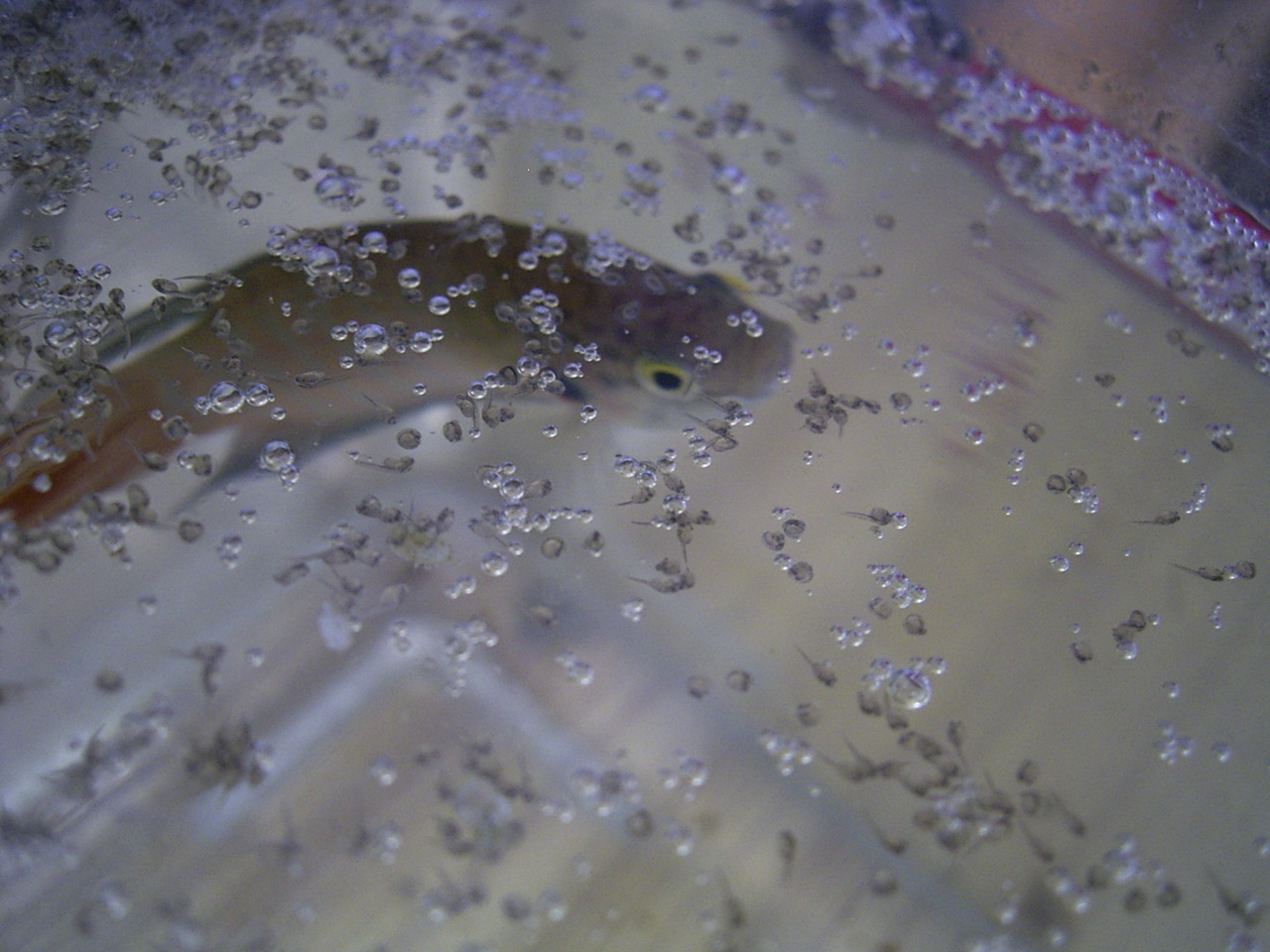
雄魚會照顧仔魚

## 台灣鬥魚
台灣的蓋斑鬥魚由於地理上的區隔，演化出不同於東南亞地區的亞種。台灣的蓋斑鬥魚也根據分布地區的不同分成食水嵙型、三義型、嘉義型、北埔龍潭型。台灣清華大學曾晴賢博士由DNA鑑定結果確定以上四型DNA相近，可視為同一種。但是網路論壇與學術文獻仍眾說紛紜，即便DNA鑑定後視為同一種，但是在外觀上與東南亞種的蓋斑鬥魚仍有部分區別。且與其他鬥魚品種不同只在發情期具有攻擊性成為了唯一可進行群養的品種。
除上之外還有汐止/南港型、龍潭/大溪型、外島金門型（與中國的基因相似）。
1990年代，由於台灣的環境汙染、農藥濫用、過度開發以及外來種蓋斑鬥魚與台灣鬥魚的雜交，台灣純種的蓋斑鬥魚日漸稀少。行政院農委會於1990年將台灣蓋斑鬥魚列入「珍貴稀有保育類野生動物」(Rare valuable species)予以保護。2009年再修正保育類野生動物名錄，將臺灣鬥魚自「珍貴稀有野生動物」修正為「一般類野生動物」。原因是經由許多地方政府、學校及業餘愛好者，投入大量努力保護環境或人工飼育族群之下，臺灣鬥魚在許多靜水域裡，已有許多的繁衍族群。而且本種並非臺灣特有魚種，應無立即瀕危之虞，故由保育類名錄中移出。但是水族界與業餘飼養玩家強烈質疑此項說法，因為台灣鬥魚與外來種蓋斑鬥魚即使外觀上很難去區別，但是生活特性與部份特徵仍然有許多可議之處。且到處流放外來種“彩兔”的行為，已壓迫到本土種生存空間。
尤係基因污染之嚴重不容小覷。雖該魚大量復育有減少滅絕之虞，基於純台灣原生種之特性，一般野外發現魚種已有基因混種的發生，值得各界進一步研究改善。以外觀而言野生蓋斑鬥魚（野三斑）與市售的彩兔差異性，就原生種來看: 一、頭部略為凹陷且斑點較少較不明顯，情緒不穩定時從頭頂到背鰭中間會有一調淺色的縱帶。二、魚嘴較彩兔小。三、身體斑紋部份紅斑較藍斑多而明顯。其餘特徵仍需進一步做基因的研究。

## 衍伸文化
由於蓋斑鬥魚具有鬥性，使得早期臺灣人不喜歡在家裡飼養蓋斑鬥魚，擔心會破壞家庭和諧，因此有臺灣俗諺「三斑擾家（臺灣話：sam-pan jiáu-ke）」的產生。

## 外部連結
- 農委會公告修正保育類野生動物名錄
- 台灣特有生物研究保育中心 （页面存档备份，存于）
- Fishbase